# Діонісій Фракійський
Діоні́сій Фракі́йський, або Тракі́йський (170 — 90 роки до н. е.) — визначний давньогрецький філолог, граматик, представник Александрійської школи.

## Життєпис
Народився в Александрії Єгипетській. Ім'я «Фракійський», імовірно, пов'язане з батьківщиною його родини. Учився в Аристраха Самофракійського, особливо що стосується питань давньогрецької філології та граматики.
144 року до н. е. залишив Александрію через вигнання з боку царя Птолемея VIII й перебрався до о. Родос, де відкрив свою школу.
Основна праця Діонісія — це «Мистецтво граматики». В ній зібрано думки філологів, які розробляли цю тему до Діонісія. Вона здебільшого охоплює питання фонетики та морфології. Заснована на принципі «аналогії». В ній визначені поняття «пунктуація», «склад», «тон», «слово», «граматика», а також «іменник», «дієслово», «дієприкметник», «займенник», «прикметник» та ін.
Праця Діонісія слугувала основою для пізніших творів такого роду. За часів християнства була перекладена на вірменську та сирійську мови.